# فرانسیس موره
فرانسیس موره (فرانسوی: Francis Mourey‎؛ زادهٔ ۸ دسامبر ۱۹۸۰) دوچرخه‌سوار اهل فرانسه است.
از باشگاه‌هایی که در آن رکاب زده‌است می‌توان به تیم دوچرخه‌سواری فورتونئو–اسکارو و تیم دوچرخه‌سواری اف‌دی‌جی اشاره کرد.
وی در مسابقات کشوری و بین‌المللی در مجموع برندهٔ ۱ مدال برنز شده‌است.